# 国鉄ア4形蒸気機関車

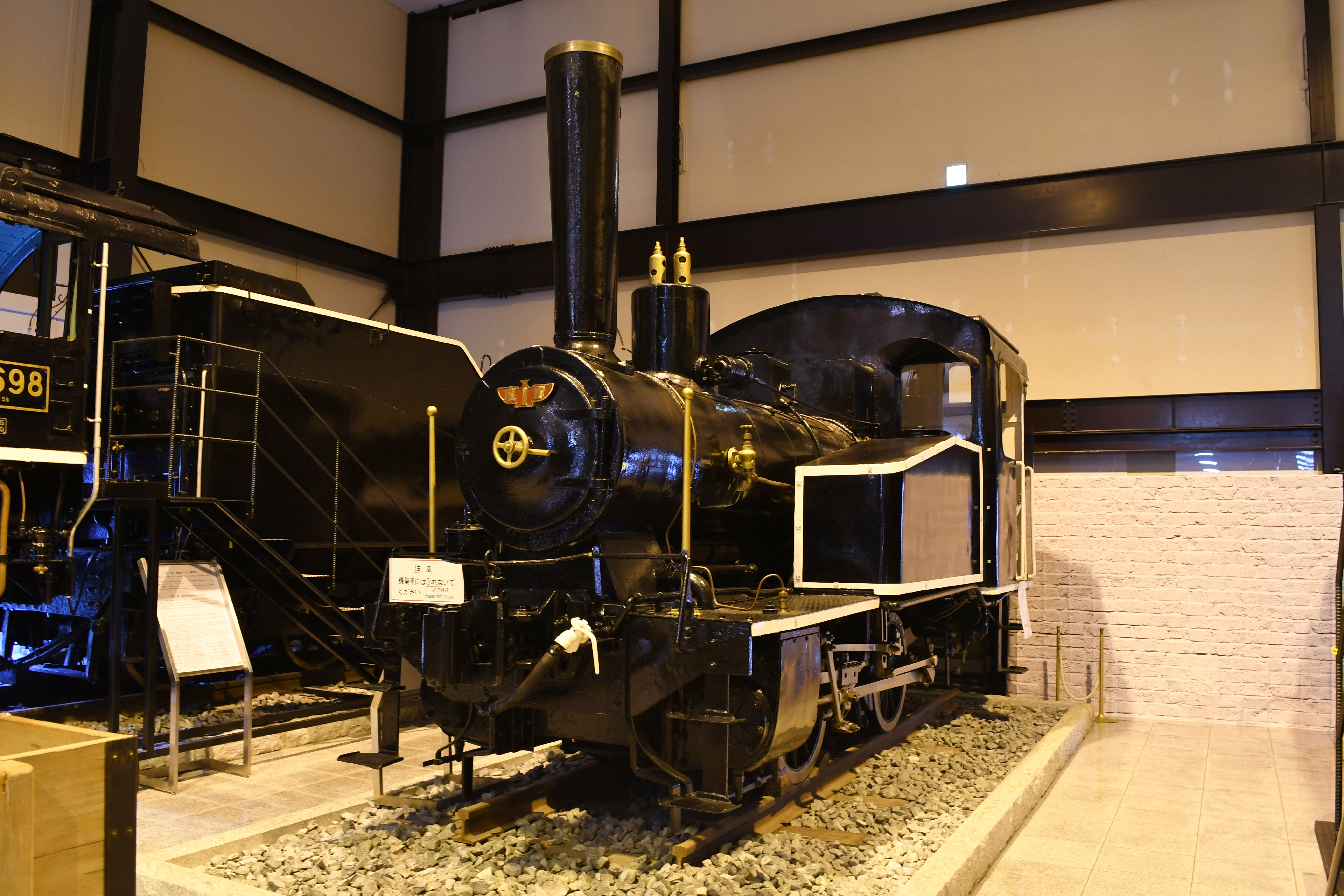
本形式の後身である若鷹号蒸気機関車

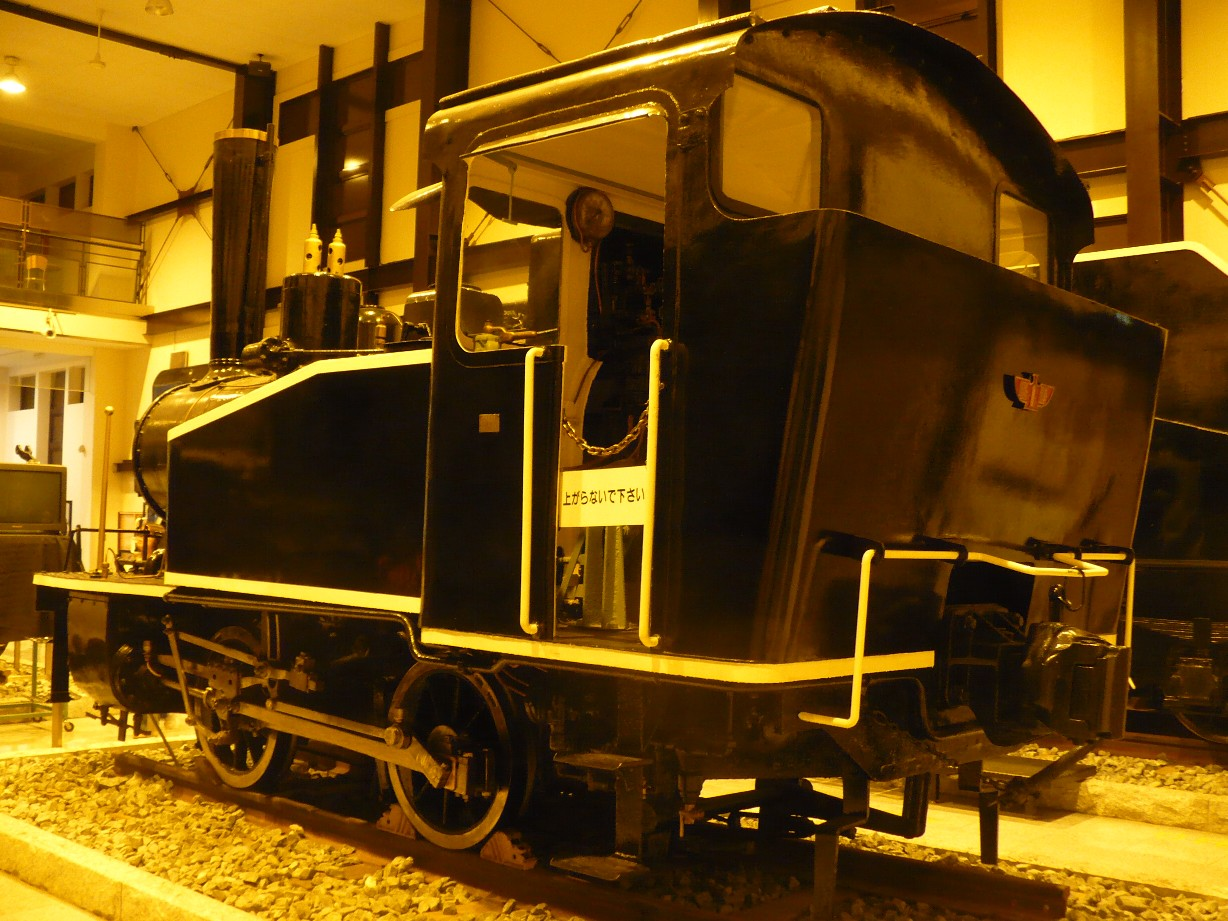
後部から見た若鷹号

ア4形は、かつて日本国有鉄道の前身である鉄道省に在籍したタンク式蒸気機関車である。

## 概要
元は、阿波電気軌道（1926年に阿波鉄道に改称）が1921年（大正10年）にドイツのオーレンシュタイン・ウント・コッペル社で1両を製造（製造番号9752）したもので、出力60HPクラスの車軸配置0-4-0(B)型、単式2気筒飽和式のウェルタンク機である。本機のウェルタンクは、3形が第1動輪の前後の台枠内を全部使って水タンクにしていたのに対し、輪軸の上部に水平の仕切りを設けて浅く長いタンクとする新しい方式であった。
本機は、阿波電気軌道では4形(7)と称し、1933年（昭和8年）7月に同社が国有化されたのにともない、鉄道省籍に編入されたものである。鉄道省での形式は、当初80形が計画されたが、あまりに小型で長く使用するものではないとの判断から、私鉄時代の形式に阿波鉄道を表す「ア」を付加してア4形とし、番号は元のまま7として使用した。当時は、私鉄買収機の形式付与方針にぶれが生じていた時期で、このような形式の付与方法は、結局、阿波鉄道買収機のみの特殊な事例となった。
国有化後は、集中6カ月点検時の入換機関車として岡山に転じたが、1936年（昭和11年）5月に廃車となった。その後、本機は鷹取工場内で解体されることなく保管されていたが、1939年（昭和14年）に技術者養成のための実習機として転用することになり、設計は島秀雄がおこない生徒の手で改造が行われた。ボイラ、シリンダ、動輪をそのまま活用し、台枠を継ぎ足し、運転台を新製し、水タンクはウェルタンクを廃してサイドタンクとされた。本機は「若鷹（わかたか）」と命名されたが、車籍は復活せず、工場内で修繕実習車として使用された。
太平洋戦争中は、機関車の不足から無車籍のまま安治川口駅にある国鉄用品庫の入換用に貸し出されたが、戦後は1948年（昭和23年）に再び鷹取工場に戻って保管されていた。2000年（平成12年）に鷹取工場が再開発のため閉鎖されることになったため、本機は京都市右京区のトロッコ嵯峨駅に併設された「19th CENTURY HALL」（19世紀ホール）に移され、D51形蒸気機関車などとともに静態保存されている。

## 同形機
日本に来着した同形機は、阿波電気軌道7の他に2両があるのみで、いずれも軌間1,067mm(3ft6in)のものである。これらは、次のとおりである。
- 1921年製
  - 製造番号9709 - 加太軽便鉄道 4 → 有田鉄道 4（1924年） → 5（194x年） → DB10（1954年、森製作所で改造）
  - 製造番号9752 - 阿波電気軌道 7 → 鉄道省 7（ア4形）
- 1923年製
  - 製造番号10471 - 山東軽便鉄道（→ 和歌山鉄道） 4 → 有田鉄道 B10（1950年）

## 主要諸元
- 全長 : 5,920mm
- 全高 : 3,150mm
- 軌間 : 1,067mm
- 車軸配置 : 0-4-0(B)
- 動輪直径 : 800mm
- 弁装置 : ワルシャート式
- シリンダー（直径×行程） : 230mm×400mm
- ボイラー圧力 : 12.0kg/cm2
- 火格子面積 : 0.42m2
- 全伝熱面積 : 19.3m2
  - 煙管蒸発伝熱面積 : 17.2m2
  - 火室蒸発伝熱面積 : 2.1m2
- 小煙管（直径×長サ×数） : 45mm×2,200mm×62本
- 機関車運転整備重量 : 11.68t
- 機関車空車重量 : 8.89t
- 機関車動輪上重量（運転整備時） : 11.68t
- 機関車動輪軸重（各軸均等） : 5.84t
- 水タンク容量 : 1.0m3
- 燃料積載量 : 0.46t
- 機関車性能
  - シリンダ引張力 : 2,700kg
- ブレーキ装置 : 手ブレーキ